# Bukowa (dopływ Parsęty)
Bukowa – struga, lewobrzeżny dopływ Parsęty.
Bukowa bierze źródła przy zachodniej stronie drogi wojewódzkiej nr 162 przy wyjeździe drogi z wsi Ostre Bardo. Stąd płynie na północ, przy zachodniej części wsi Bolkowo. Następnie na północny zachód, gdzie omija wzniesienie Bolkówkę (103,3 m n.p.m.) i biegnie na północny wschód w kierunku osady Tychówko. Uchodzi do Parsęty od lewego brzegu, na północ od Tychówka.
Dolina strugi Bukowej od terenu leśnego ok. 1,5 km za Bolkowem do ujścia został objęty obszarem ochrony siedlisk "Dorzecze Parsęty".
Nazwę Bukowa wprowadzono urzędowo w 1948 roku, zastępując poprzednią niemiecką nazwę strugi – Buckow Bach.